# Sébastien Vaillant

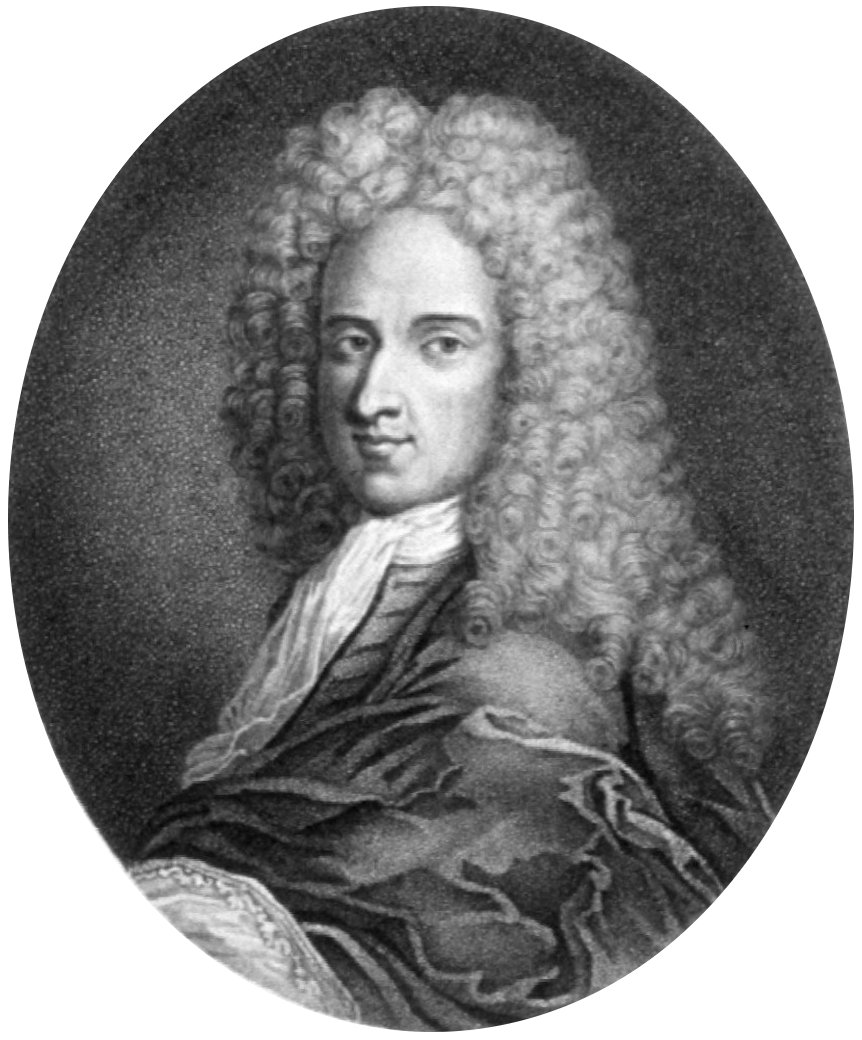
Sébastien Vaillant.

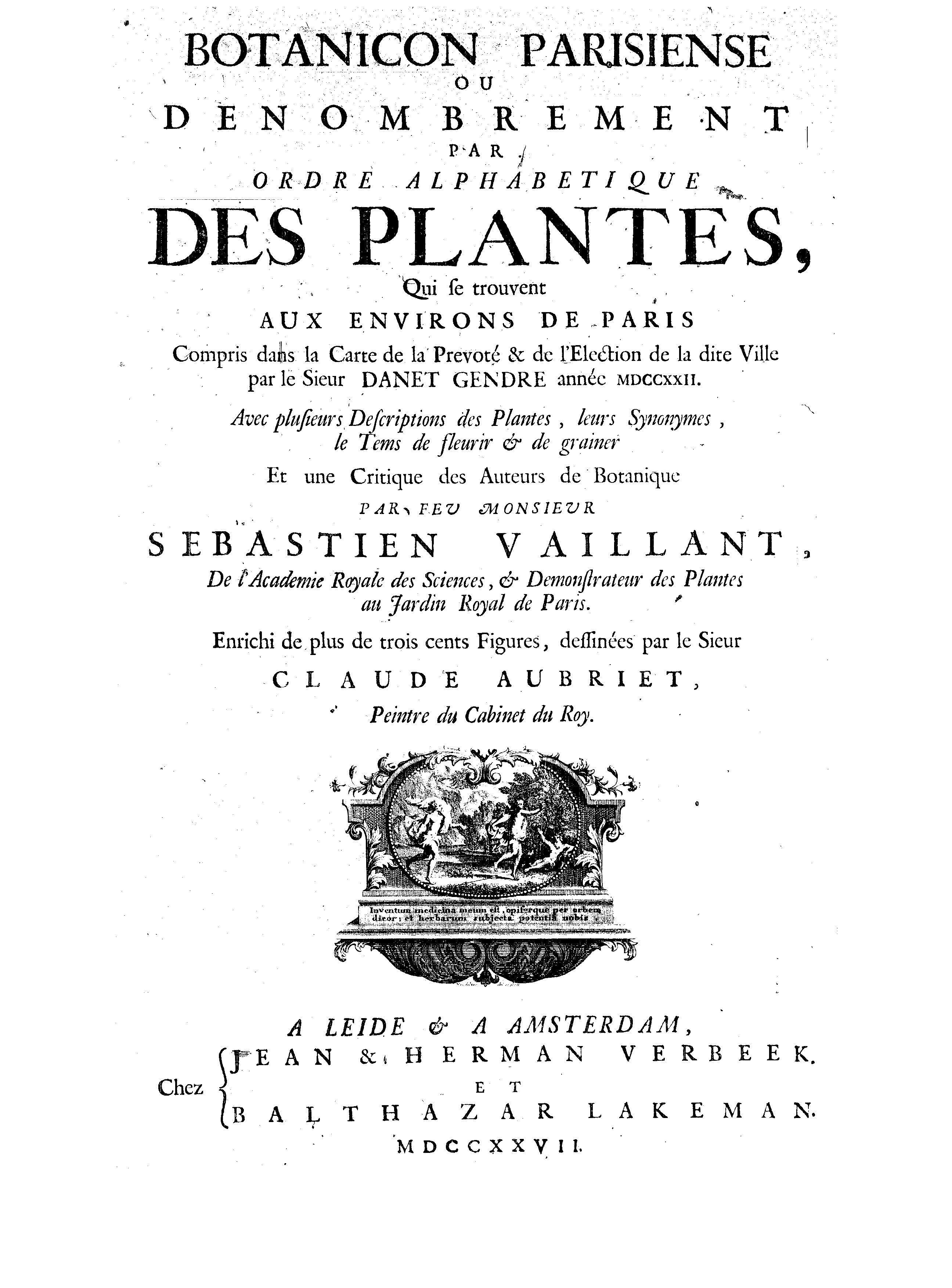
Titelblatt von Botanicon Parisiense (1727).

Sébastien Vaillant (* 26. Mai 1669 in Vigny, Val-d’Oise; † 26. Mai 1722 in Paris) war ein französischer Botaniker. Sein offizielles botanisches Autorenkürzel lautet „Vaill.“  

## Leben und Wirken
Vaillant war der älteste Sohn des Kaufmanns Denys Vaillant und dessen Frau Marguerite Pinson. Frühzeitig interessierte er sich für Botanik und kultivierte bereits mit sechs Jahren eine Reihe von Wildpflanzen im Garten seines Vaters. Seinem Vater gefiel diese Neigung nicht. Er lenkte das Interesse seines Sohnes auf die Musik. Seine Fortschritte beim Erlernen des Orgelspiels waren so groß, dass er bereits mit elf Jahren seinem verstorbenen Lehrer am Benediktinerkloster St. Maclaud in Pontoise nachfolgte. Später war er Organist in einem nahegelegenen Nonnenkloster.
Später zeigte Vaillant Interesse für Medizin. Er studierte medizinische Bücher und besuchte regelmäßig das Krankenhaus in Pontoise, an dem er bald als Hilfsarzt beschäftigt wurde. 1688 ging er nach Évreux, um Medizin zu studieren. Hier lernte er den Markgrafen von Goville kennen, der Kapitän eines Füsilierregimentes des Königs war und ihn als Arzt für sein Regiment einstellte. Dadurch nahm Vaillant 1690 an der Schlacht bei Fleurus teil.
1691 ging er nach Paris und wurde Arzt am Hôtel-Dieu. 1692 ließ er sich in Neuilly als Arzt nieder. Von hier aus besuchte er jede Woche die botanischen Mittwochsvorlesungen, die Joseph Pitton de Tournefort am Jardin du Roi abhielt. Mit Tournefort unternahm er auch mehrere botanische Exkursionen.
Er machte die Bekanntschaft von Guy-Crescent Fagon, der ihn bald darauf als persönlichen Sekretär beschäftigte. Diese Position erlaubte es Vaillant, weiterhin Exkursionen (zum Beispiel gemeinsam mit Antoine-Tristan Danty d’Isnard entlang der Küsten von Normandie und Bretagne) durchzuführen und selbst botanische Vorlesungen am Jardin du Roi abzuhalten. 1699 erhielt Vaillant den Posten des Verwalters des Cabinet des drogues am Jardin du Roi. 1702 erhielt er auf Empfehlung von Fagon seine erste offizielle Stellung als Botaniker. Sechs Jahre später wurde er, erneut auf Vorschlag Fagons, „Unter-Demonstrator des Gartens“.
1717 löste er Antoine de Jussieu als Professor für Botanik des Jardin du Roi ab.
Vaillants 1718 erschienene Schrift Sermo de structura florum zur Sexualität der Pflanzen regte Carl von Linné an, sich genauer mit der Funktion von Staubblatt und Pistill (dem aus Fruchtknoten, Griffel und Narbe bestehende Teil der Blüte) zu beschäftigen. Zwischen 1718 und 1721 hielt er vor der Akademie mehrere Vorlesungen über die Gattung der Korbblütler und ihre Arten sowie eine Vorlesung, die sich kritisch mit der Pflanzensystematik Tourneforts auseinandersetzte.
Vaillant bereitete ein umfangreiches Werk über die Pflanzen der Pariser Umgebung vor. Als Vaillant merkte, dass er das Manuskript nicht mehr fertigstellen konnte, sandte er es an Herman Boerhaave. Dieser veröffentlichte das Werk 1723 posthum unter dem Titel Botanicon Parisiense. Für die zweite, 1727 erschienene Auflage, fertigte Claude Aubriet über 300 Zeichnungen an.
Nach Vaillants Tod verkaufte seine Witwe sein über 9000 Arten umfassendes Herbarium an den König. Es bildet den Grundstock des heutigen Herbariums des Muséum national d’Histoire naturelle in Paris.

## Ehrungen
Am 18. Januar 1716 wählte ihn die Académie des sciences zu ihrem Mitglied.
Joseph Pitton de Tournefort benannte ihm zu Ehren die Gattung Valantia (auch Vaillantia) der Pflanzenfamilie der Rötegewächse (Rubiaceae). Carl von Linné übernahm später diesen Namen.

## Schriften (Auswahl)
- Discours sur la structure des fleurs, leurs differences et l’usage de leurs parties / Sermo de structura florum. Leiden 1718 (Digitalisat, Digitalisat).
- Etablissement de nouveaux caracteres de trois familles ou classes de plantes à fleurs composées; scavoir, des Cynarocephales, des Corymbiferes et des Cichoracees. Paris 1718–1721.
- Caracteres de quatorze genres de plantes: le dénombrement de leurs espéces; les descriptions de quelques-unes, & les figures de plusieurs. Paris 1719.
- Suite de l'eclaircissement de nouveaux caracteres de plantes. Paris 1721.
- Remarques sur la methode de M. Tournefort. Paris 1722 (Digitalisat).

postum
- Botanicon Parisiense – herausgegeben von Herman Boerhaave:
  - Botanicon Parisiense: Operis majoris prodituri prodromus. Leiden 1723 (Digitalisat).
  - Botanicon Parisiense ou, Denombrement par ordre alphabetique des plantes, qui se trouvent aux environs de Paris. Leiden / Amsterdam 1727 (Digitalisat) – mit Zeichnungen von Claude Aubriet.
  - Botanicon Parisiense. Neue, verbesserte und erweiterte Auflage, Leiden 1743 (Digitalisat).

## Nachweise